# John Joly
John Joly (Bracknagh, Condado de Offaly, 1 de novembro de 1857 — Dublin, 8 de dezembro de 1933) foi um físico irlandês.
Distinguiu-se pelos seus estudos no desenvolvimento da radioterapia no tratamento do cancro e por ter desenvolvido técnicas que permitem a datação geológica, baseada na radioactividade presente nos minerais.

## Prémios
- Medalha Real (1910)[1]